# Jake Short
Jacob Patrick Short, känd professionellt som Jake Short, född 30 maj 1997 i Indianapolis i Indiana, är en amerikansk skådespelare.
Short har engelskt, tyskt, skotskt och irländskt påbrå. Han är mest känd för att spela rollen som Fletcher Quimby i Disney Channel-serien A.N.T. – Avancerad Ny Talang (A.N.T. Farm) (2011–2014) och Oliver i Disney XD-serierna Supersjukhuset (2013–2015) och Lab Rats: Elitstyrkan (2016). För tillfället (sedan 2020) spelar Short även rollen som Mattie Sullivan i den brittiska sitcomserien The First Team.

## Filmroller
- 2007: The Anna Nicole Smith Story – Daniel som barn
- 2009: Shorts – Nose Noseworthy
- 2011: It Is Dark in Here (kortfilm) – Adam
- 2012: A Son Like You (kortfilm) – Eli
- 2018: #Roxy – Cyrus Nollen
- 2019: Confessional – Sai
- 2020: This Is the Year – Mikey
- 2021: Supercool – Neil
- 2022: Sex Appeal – Larson

## TV-roller
- 2009: Zeke & Luther – Kenny Coffey
- 2009: Dexter – Scott Smith
- 2009: Jack and Janet Save the Planet (pilotavsnitt) – Mookie
- 2010: Futurestates – Tyler
- 2011: $#*! My Dad Says – Timmy
- 2011–2014: A.N.T. – Avancerad Ny Talang – Fletcher Quimby
- 2013–2015: Supersjukhuset – Oliver
- 2014: Win, Lose or Draw – Sig själv
- 2014: Just Kidding – Jake
- 2015: Lab Rats – Oliver
- 2016: Lab Rats: Elitstyrkan – Oliver
- 2018: All Night – Fig
- 2020: The First Team – Mattie Sullivan